# Hilmar Örn Hilmarsson
Hilmar Örn Hilmarsson, född 23 april 1958 i Reykjavik, är en isländsk musiker, kompositör och allsherjargode för det isländska asatrosamfundet Ásatrúarfélagið.
Hilmar Örn Hilmarsson var pionjär i användandet av datorer vid musikkomposition. Han har arbetat med experimentella musikprojekt och musiker, såsom Psychic TV, Current 93, Sigur Rós, Steindór Andersen och Eivør Pálsdóttir. Från 1981 och framåt har han gjort filmmusik till ett flertal filmer.
Som sextonåring gick Hilmarsson 1974 med i det då relativt nybildade isländska asatrosamfundet Ásatrúarfélagið. 4 juli 2003 utsågs han till allsherjargode för Ásatrúarfélagið.

## Källa
- Asatempel byggs på Island -  SVT.se